# うたの木 seasons “秋”
『うたの木 seasons “秋”』（うたのき シーズンズ あき）は、2005年8月24日にリリースされた渡辺美里の5枚目のカバー・アルバム。

## 解説
『うたの木 seasons “冬”』『うたの木 seasons “春”』『うたの木 seasons “夏”』に続く春夏秋冬に因んだ楽曲を収録したシリーズ「うたの木 seasons」の第四弾、最終章としてリリースされた。
秋に因んだ曲、セルフカバー曲が収録されている。

## 収録曲
1. Kick Off
  - 作詞：渡辺美里、作曲：木根尚登、編曲：三沢またろう
  - アルバム『Lucky』収録曲のセルフカバー
2. 秋の気配
  - 作詞・作曲：小田和正、編曲：光田健一
  - オフコースの楽曲
3. メドレー（赤とんぼ/紅葉/旅愁）
  - 編曲：大井洋輔
  - （赤とんぼ： 作詞：三木露風、作曲：山田耕筰）
  - （紅葉： 作詞：高野辰之、作曲：岡野貞一）
  - （旅愁： 作詞：犬童球渓、作曲：オードウェイ）
4. ムーンライト ダンス
  - 作詞：渡辺美里、作曲：小室哲哉、編曲：近田潔人
  - 1989年にリリースされたシングルのセルフカバー
5. 故郷
  - 作詞：高野辰之、作曲：岡野貞一、編曲：中村太知